# Kornelija Ajlec
Kornelija Ajlec, slovenska zgodovinarka, *1984, Ljubljana.

## Življenje in delo
Kornelija Ajlec je leta 2009 diplomirala, leta 2013 pa doktorirala na Oddelku za zgodovino Filozofske fakultete Univerze v Ljubljani pod mentorstvom Dušana Nečaka. Leta 2010 je postala mlada raziskovalka pod mentorstvom Boža Repeta, leta 2011 pa asistentka na katedri za sodobno zgodovino. Za docentko je bila izvoljena štiri leta kasneje. Po doktoratu je bila sprva zaposlena na več raziskovalnih projektih, leta 2016 pa je prevzela predmete iz sodobne obče zgodovine na Oddelku za zgodovino Filozofske fakultete v Ljubljani. Istega leta je gostovala v ZDA kot štipendistka  Fulbrightovega sklada.
Raziskovalno se posveča obdobju druge svetovne vojne in povojnemu obdobju, zlasti pa zgodovini beguncev, odnosom Jugoslavije z zahodom ter vprašanjem povojne obnove. Je tudi članica Mednarodnega konzorcija za post-konfliktno obnovo in spravo, sodelavka Joint History Project Centra za demokracijo in spravo v Jugovzhodni Evropi ter so-ustanoviteljica in ena izmed urednic poljudnega zgodovinskega spletnega portala zgodovina.si.
Večkrat je gostovala v tujini kot predavateljica. Prvič leta 2014 na Univerzi v Nottinghamu, v Veliki Britaniji. Kasneje tudi na Univerzi v Cambridgeu, dvakrat na Univerzi v Beogradu, Institute for International Exchange (IIE) v Washington D.C., na Rollins College , Winter park na Floridi, Univerzi v Skopju, Institut für die Wissenschaften vom Menschen v Avstriji, Univerzi v Novem Sadu ter ameriški Univerzi v Beirutu.  

## Izbrana bibliografija
- Peter Mikša in Kornelija Ajlec. Slovensko planinstvo = Slovene mountaineering. Ljubljana: Planinska zveza Slovenije, 2011, 188 str. (COBISS)
- Ajlec, Kornelija. 2018. »Vloga ZDA pri oskrbi madžarskih beguncev v Jugoslaviji v letih 1956 in 1957.« V: Nečakov zbornik: Procesi, teme in dogodki iz 19. in 20. stoletja, ur. Kornelija Ajlec, Bojan Balkovec, Božo Repe, 755–776. Ljubljana: Znanstvena založba Filozofske fakultete Univerze v Ljubljani. (COBISS)
- Ajlec, Kornelija. 2017. »Slovenia and the UN in the Correspondence of the Secretary-General Javier Perez de Cuellar, 1991–1992.« Annales: anali za istrske in mediteranske študije, Series historia et sociologia 27, št. 4: 755-768. doi: 10.19233/ASHS.2017.53 (COBISS)
- Ajlec, Kornelija. 2014. »Egipatska vlada i rješavanje izbjegličke problematike tijekom Drugoga svjetskog rata.« Časopis za suvremenu povijest 46, št. 2: 295–318. (COBISS)
- Ajlec, Kornelija. 2013. »Jugoslovanski begunci v Egiptu in njihova politična opredeljenost 1943–1946.«Zgodovinski časopis: glasilo Zveze zgodovinskih društev Slovenije 67, št. 3/4: 428–448. (COBISS)
- Ajlec, Kornelija. 2013. »UNRRA v Jugoslaviji in Sloveniji.« Prispevki za novejšo zgodovino 53, št. 2: 79–99. (COBISS)
- Božo Repe in Kornelija Ajlec, Razkosana Slovenija e-izdaja, Ljubljana, 2021, ISBN - 978-961-06-0441-9.